# Ірумідська складчастість
Ірумідська складчастість — корелює з гренвільською складчастістю. Ірумідська складчастість проявлена у Африці. Гірські породи Ірумідської складчастості мають абсолютний вік 900—1000 млн років.
Шуберт і Фор-Мюре (1967) зіставляють Кібарську складчастість та Ірумідську складчастість з дальсландською і гренвільською, датуючи їх абсолютний вік відповідно 1000 і 900 млн років.